# Stelis hirsuta
Stelis hirsuta är en orkidéart som beskrevs av Leslie Andrew Garay. Stelis hirsuta ingår i släktet Stelis och familjen orkidéer. Inga underarter finns listade i Catalogue of Life.